# Protokollarische Rangordnung in den Vereinigten Staaten
Die protokollarische Rangordnung der Vereinigten Staaten wird durch Verfügung des Präsidenten festgelegt. Sie ist nicht identisch mit der durch Verfassung und Gesetz geregelten Nachfolgeregelung des Präsidenten.

## Die zeremonielle Rangordnung
Der obere Teil der Präzedenzliste lautet (Stand: 29. Dezember 2024):
1. Präsident der Vereinigten Staaten (Donald Trump) und, wenn anwesend, seine Frau, die First Lady (Melania Trump);
2. Vizepräsident der Vereinigten Staaten und Vorsitzender des Senats (James David Vance) und, wenn anwesend, seine Frau, die Second Lady (Usha Vance);
3. Ein Gouverneur in seinem Bundesstaat;
4. Sprecher des Repräsentantenhauses (Mike Johnson);
5. Oberster Richter der Vereinigten Staaten (John Roberts);
6. Frühere Präsidenten der Vereinigten Staaten oder deren Witwen bzw. Witwer (in chronologischer Reihenfolge ihrer Amtszeit):
  1. Bill Clinton und sofern anwesend seine Ehefrau (Hillary Clinton),
  2. George W. Bush und sofern anwesend seine Ehefrau (Laura Bush),
  3. Barack H. Obama und sofern anwesend seine Ehefrau (Michelle Obama).
  4. Joe Biden und sofern anwesend seine Ehefrau (Jill Biden)
7. Frühere Vizepräsidenten oder deren Witwen bzw. Witwer (in chronologischer Reihenfolge ihrer Amtszeit):
  1. Dan Quayle
  2. Al Gore
  3. Dick Cheney
  4. Mike Pence
  5. Kamala Harris
8. Ein amerikanischer Botschafter auf seinem Posten;
9. Außenminister (Marco Rubio)
10. Ausländische Botschafter (Ambassadors Extraordinary and Plenipotentiary);
11. Beigeordnete Richter am Obersten Gerichtshof (in der Reihenfolge ihrer Ernennung):
  1. Clarence Thomas,
  2. Samuel Alito,
  3. Sonia Sotomayor,
  4. Elena Kagan,
  5. Neil Gorsuch,
  6. Brett Kavanaugh,
  7. Amy Coney Barrett,
  8. Ketanji Brown Jackson.
12. Frühere Oberste Richter der Vereinigten Staaten: derzeit keine
13. Frühere Beigeordnete Richter am Obersten Gerichtshof (in der Reihenfolge ihrer Ernennung):
  1. David Souter,
  2. Anthony Kennedy,
  3. Stephen Breyer.
14. Minister der Vereinigten Staaten (in der Reihenfolge der Einrichtung des Ministeriums) und Personen, die nach Anordnung des Präsidenten Kabinettsrang haben
15. Mitglieder des Senats, beginnend mit dem Präsidenten pro tempore, den Fraktionsführern und den Whips (jeweils Mehrheit vor Minderheit), danach in absteigender Reihenfolge der Amtszeit
16. Gouverneure außerhalb ihres Staates (nach der Reihenfolge, in dem der Staat den USA beigetreten ist, dann alphabetisch nach Staat)
17. Mitglieder des Repräsentantenhauses, beginnend mit den Fraktionsführern und den Whips (jeweils Mehrheit vor Minderheit), danach in absteigender Reihenfolge der Amtszeit

Offizielle ausländische Gäste werden in dem Rang ihres amerikanischen Pendants eingeordnet, wobei Staats- wie auch Regierungschefs sowie Präsidenten internationaler Organisationen dem Rang des Präsidenten der Vereinigten Staaten zugeordnet werden (letztere in der Regel nachrangig zu anderen Staats- und Regierungschefs).
Das tatsächlich mächtigste Amt ist das des Präsidenten als Staatsoberhaupt, Regierungschef und Oberbefehlshaber der Streitkräfte.
Die Liste wird vom Chief of Protocol of the United States (Organisationseinheit Ceremonials Division of the Office of the Chief of Protocol) geführt.